# Lionel Shriver
Lionel Shriver, nata Margaret Ann Shriver (Gastonia, 18 maggio 1957), è una scrittrice e giornalista statunitense.

## Biografia
Nata a Gastonia, nella Carolina del Nord, nel 1957, vive e lavora a Londra.
A quindici anni ha deciso di cambiare il nome di battesimo in Lionel perché Margaret Ann non corrispondeva alla propria indole.
Dopo gli studi al Barnard College e alla Columbia University ha esordito nella narrativa nel 1987 con il romanzo The Female of the Species dedicandosi nel contempo all'attività giornalistica.
Il successo è arrivato solo nel 2003 con l'ottava opera Dobbiamo parlare di Kevin che ha ricevuto l'Orange Prize ed è stato trasposto in film dopo otto anni.
Risiede da molti anni in Inghilterra e nel 2012 ha ottenuto la cittadinanza inglese.
Nel 2014 il suo racconto Kilifi Creek è stato insignito del BBC National Short Story Award.

## Opere

### Romanzi
- The Female of the Species (1987)
- Checker and the Derailleurs (1988)
- The Bleeding Heart (1990)
- Ordinary Decent Criminals (1992)
- Game Control (1994)
- A Perfectly Good Family (1996)
- Double Fault (1997)
- Dobbiamo parlare di Kevin (We Need to Talk About Kevin) (2003), Casale Monferrato, Piemme, 2006 traduzione di Amedeo Romeo ISBN 88-384-7545-8.
- Effetti sconvolgenti di un compleanno (The Post-Birthday World) (2007), Casale Monferrato, Piemme, 2008 traduzione di Laura Prandino ISBN 978-88-384-8986-0.
- Tutta un'altra vita (So Much for That) (2010), Milano, Piemme, 2011 traduzione di Laura Prandino ISBN 978-88-566-1434-3.
- The New Republic (2012)
- Big Brother: A Novel (2013)
- I Mandible: una famiglia, 2029-2047 (The Mandibles, 2016), Roma, 66thand2nd, 2018 traduzione di Emilia Benghi ISBN 978-88-329-7033-3.
- The Standing Chandlier (2017)
- The Motion of the Body Through Space (2020)
- Should We Stay or Should We Go (2021)

### Racconti
- Proprietà (Property, 2018), Roma, 66thand2nd, 2021 traduzione di Emilia Benghi ISBN 978-88-329-7116-3.

## Filmografia
- ...e ora parliamo di Kevin (We Need to Talk About Kevin) (2011) diretto da Lynne Ramsay (soggetto)